# Nagano Sinkanszen
A Nagano Sinkanszen (japánul: 長野新幹線) egy kétvágányú, 1435 mm-es nyomtávolságú, 25 kV 60 Hz-cel villamosított 117,4 km hosszú nagysebességű vasútvonal Japánban, Takasaki és Nagano között. Az East Japan Railway Company (JR East) üzemelteti. 1997 október 1-én nyílt meg. Ezáltal gyors nagysebességű kapcsolat jött létre Tokió és Nagano között, mely 1998-ban rendezte a téli olimpiai játékokat. A vasútvonalon 6 állomás található. A vonalon Sinkanszen E2 és Sinkanszen E7 sorozatú villamos motorvonatok közlekednek.
A vonal a Hokuriku Sinkanszen elsőnek megépített szakasza volt, de mivel nem érte el a Hokuriku régiót, ezért a 長野行新幹線 (Nagano Juki Sinkanszen) azaz Naganoig menő Sinkanszen, később Nagano Sinkanszen néven hívták. 2015 március 14-én a megnyitották a Nagano és Kanazava közötti szakaszt. Ekkor felvették az eredetileg tervezett Hokuriku Sinkanszen nevet.